# 豐都長江二橋
豐都長江二橋，又稱名山大橋，是重慶市豐都縣建設中的第二座長江大橋，橋樑南起長江南岸的斜南溪橋，接縣城迎賓大道，止於長江北岸的名山新城區，接文化街。於2010年內開工，2013年10月12日，在建大桥发生安全事故。
大桥为双塔双索面钢箱梁斜拉桥，全长2234米，主桥长1466米，主跨跨径680米，主塔高227.1米，桥宽24.5米，桥面铺装面积达32,000平方米。全线采用双向四车道一级公路标准建设，设计速度主线为60公里/小时，项目总投资12.93亿元人民币，由中交路桥建设有限公司负责施工。大桥于2017年1月24日建成通车。

## 歷史
- 2008年12月，國家發展改革委員會批復了重慶市豐都长江二橋項目建議書。